# BitComposer Interactive
bitComposer Interactive GmbH — издатель видеоигр, штаб-квартира расположена в Эшборне, Германия. Основанная в марте 2009 года как bitComposer Games GmbH, компания специализируется на ПК, консольных, мобильных и онлайн-платформах.
Основанная в марте 2009 года как bitComposer Games GmbH, компания специализируется на ПК, консолях, мобильных и онлайн-платформах. В декабре 2010 года bitComposer основала дочернюю компанию bitComposer Online, занимавшуюся разработкой бесплатных онлайн- и браузерных игр. В 2011 году bitComposer была переименована в bitComposer Entertainment AG. После банкротства и реструктуризации 15 января 2015 года, компания стала называться bitComposer Interactive GmbH.